# باول كاربنتر (ممثل)
باول كاربنتر هو ممثل كندي، ولد في 8 ديسمبر 1921 في مونتريال في كندا، وتوفي في 12 يونيو 1964 في لندن في المملكة المتحدة.

## وصلات خارجية
- باول كاربنتر على موقع IMDb (الإنجليزية)
- باول كاربنتر على موقع قاعدة بيانات الفيلم (الإنجليزية)